# جيه. ويلسون
جيه. ويلسون (بالإنجليزية: J. Dover Wilson)‏ (و. 1881 – 1969 م) هو مؤرخ أدبي، ومؤلف، وأستاذ جامعي، وكاتب، وناقد أدبي من المملكة المتحدة، والمملكة المتحدة لبريطانيا العظمى وأيرلندا، توفي عن عمر يناهز 88 عاماً.

## التعليم
تعلم في كلية غنفيل وكيوس.

## روابط خارجية
- جيه. ويلسون على موقع الموسوعة البريطانية (الإنجليزية)